# Mette Frederiksen
Pour les articles homonymes, voir Frederiksen.
Mette Frederiksen (/ˈmetə ˈfʁeðʁeksn̩/), née le 19 novembre 1977 à Aalborg, est une femme d'État danoise, membre de la Social-démocratie (SD). Elle est Première ministre du Danemark depuis le 27 juin 2019.
Fille d'un typographe et d'une enseignante, elle est diplômée de l'université d'Aalborg. En 2001, elle est élue, à 24 ans, députée au Folketing. Elle entre au gouvernement dix ans plus tard, d'abord comme ministre de l'Emploi, puis de la Justice à partir de 2014. En 2015, elle prend la présidence de la SD après son retour dans l'opposition.
Mette Frederiksen remporte les élections législatives de 2019, le bloc de gauche obtenant la majorité absolue, et devient Première ministre. Âgée de 41 ans, elle est la plus jeune personne et la seconde femme à occuper ce poste.

## Famille
Mette Frederiksen est née à Aalborg le 19 novembre 1977. Son père, Flemming Frederiksen, est un ancien typographe militant social-démocrate. Sa mère était enseignante.
Divorcée et mère de deux enfants, elle se remarie en juillet 2020 avec le réalisateur Bo Tengberg.

## Travail et formation
Mette Frederiksen fréquente le lycée Aalborghus et étudie l'administration et les sciences sociales à l'université d'Aalborg. Elle passe avec succès son master d'études africaines en 2009 à l'université de Copenhague. Après avoir obtenu son diplôme en 2000, elle travaille comme consultante pour la Confédération des syndicats du Danemark (LO).

## Carrière politique

### Débuts
Mette Frederiksen s'engage dès l'âge de 15 ans au sein du Parti social-démocrate et ne cesse d'en gravir les échelons depuis. Dans sa jeunesse, elle milite au sein de la frange la plus à gauche du parti, ce qui lui vaut le surnom de « Mette la Rouge ». Elle est élue députée au Folketing lors des élections législatives du 20 novembre 2001, à seulement 24 ans.
Après sa réélection pour un second mandat lors des élections législatives du 8 février 2005, elle devient vice-présidente du groupe parlementaire social-démocrate et porte-parole pour les questions sociales. Elle remporte un troisième mandat lors des élections législatives de 2007, où elle obtient le septième plus important nombre de votes personnels de tous les candidats dans le pays.

### Ministre puis présidente de la SD
Mette Frederiksen est réélue lors des élections législatives du 15 septembre 2011. Le 3 octobre, elle est nommée ministre de l'Emploi dans le gouvernement de centre gauche formé par Helle Thorning-Schmidt à la suite du scrutin. Elle conserve son poste dans le nouveau gouvernement de Helle Thorning-Schmidt constitué en février 2014.
Le 10 octobre 2014, elle devient ministre de la Justice à la faveur d'un remaniement ministériel. Après la défaite de son parti aux élections législatives de 2015, elle devient présidente des Sociaux-démocrates.
En juin 2018, un an avant les élections législatives, elle déclare avoir pour ambition de former après le scrutin un gouvernement composé uniquement de sociaux-démocrates avec le soutien sans participation d'autres formations, plutôt qu'un gouvernement de coalition avec Radikale Venstre. Il s'agit alors d'un changement de ligne important pour les sociaux-démocrates, qui avaient toujours formé des coalitions depuis le premier gouvernement de Poul Nyrup Rasmussen en 1993.

### Première ministre
Après la victoire de son parti aux élections de 2019, Mette Frederiksen est pressentie pour diriger le gouvernement danois. Elle devient Première ministre le 27 juin 2019 à la tête d'un gouvernement minoritaire composé uniquement de membres sociaux-démocrates. Elle est âgée alors de 41 ans, ce qui fait d'elle la plus jeune personne à accéder à cette fonction dans l'histoire du pays.
Décrite comme une « femme de sang froid » par Le Monde en 2019, Mette Frederiksen se fait connaître notamment par son commentaire sur l'« absurdité » de la proposition du président américain Donald Trump d’acheter le Groenland.
Déclarant vouloir être le « Premier ministre des enfants » elle présente en 2021 un plan appelé « Loi des enfants », donnant aux municipalités plus de ressources pour retirer la garde des enfants aux parents violents et donner aux enfants plus de droits dans les cas de divorce. En 2020, elle conclut également un accord avec le Parti populaire socialiste, l'Alliance rouge et verte et le Parti populaire, afin de donner aux personnes qui ont travaillé longtemps la possibilité d'obtenir une retraite anticipée. C'était l'une de ses principales promesses de la campagne électorale de 2019.
Lors de la lutte contre la pandémie de Covid-19, elle donne l'ordre aux éleveurs de visons d'abattre des millions de ces animaux, décision qui s'avère par la suite inconstitutionnelle. En 2021, elle s'associe au chancelier autrichien Sebastian Kurz et au Premier ministre israélien Benyamin Netanyahou pour mettre en place un fonds commun de recherche et développement et des installations de production de vaccins contre le virus. 
Mette Frederiksen s'attache à durcir la politique migratoire du pays. En avril 2021, les députés débattent d’un projet de loi qui permettra au Danemark d'externaliser l’accueil des demandeurs d'asile ainsi que la prise en charge des réfugiés à un ou plusieurs pays tiers, aux rangs desquels le Rwanda fait figure de favori.
Lors de l'invasion de l'Ukraine par la Russie en 2022, la position de Frederiksen suit celle du reste de l'Union européenne. Le Danemark applique des sanctions économiques contre la Russie, et autorise la fourniture d'armes à l'Ukraine, ainsi que le départ de volontaires désirant combattre pour l'Ukraine.
Début novembre 2022, son parti arrive largement en tête des élections législatives avec 27,5 % des voix contre 25,5 % en 2019, son meilleur score depuis 2001. Son second gouvernement entre en fonction le 15 décembre suivant.
La reine Margrethe II abdique le 14 janvier 2024, le jour de ses 52 ans de règne,. Le même jour, la Première ministre proclame l'avènement de son fils Frederik X depuis le balcon du château de Christiansborg. Cela fait de Mette Frederiksen la dernière Première ministre de l'ancienne reine, et la première de son successeur.
Le 7 juin 2024, Mette Frederiksen est agressée par un homme qui la frappe violemment sur la place Kultorvet (en) à Copenhague, provoquant chez elle une « légère entorse cervicale ». L'individu est rapidement arrêté et emmené devant un juge le 8 juin. Âgé de 39 ans, celui-ci semble en état d'ivresse au moment des faits. Le juge le place en détention provisoire jusqu'au 20 juin, puis jusqu'au 4 juillet. La Première ministre reçoit de nombreux messages de soutien de la part des différents dirigeants et hommes politiques européens, comme Magnus Heunicke, Ulf Kristersson, Roberta Metsola ou encore Emmanuel Macron.

## Positions politiques

### Environnement et énergie
Le gouvernement Frederiksen a accepté, en 2020, de réduire de 70 % le niveau des émissions de dioxyde de carbone du pays d'ici 2030, comparé à celui de référence de 1990. Un autre engagement est de mettre fin aux explorations pétrolière et gazière dans les eaux territoriales danoises d'ici 2050. L'impact de la deuxième décision a néanmoins été minimisé par les observateurs, qui font remarquer que les eaux danoises ont déjà été intensivement explorées et n'intéressent plus guère les compagnies pétrolières, les derniers appels d'offres n'ayant trouvé que peu de candidats.
Mette Frederiksen est opposée à l'apposition par l'UE d'un label « vert » à l'énergie nucléaire. Début 2022, le gouvernement Frederiksen annonce la mise en place d'une taxe sur les émissions de gaz à effet de serre.

### Politique économique
Lors de l'élection qui porte Mette Frederiksen au pouvoir, un  observateur danois du monde de la finance[Qui ?] juge que sa politique économique sera assez peu différente de celle de la majorité précédente.

### Prostitution
Elle est une opposante décidée à la prostitution. Pendant de nombreuses années, elle défend vivement l'interdiction de la prostitution mise en place en Islande, en Norvège et en Suède. En 2002, elle ouvre un débat sur l'interdiction de la prostitution au Danemark et est à l'origine de la décision du Parlement de 2009 selon laquelle les sociaux-démocrates « travailleraient à l'interdiction de l'achat de services sexuels ».

### Immigration
Elle mène un virage à droite de son parti sur les questions migratoires, à l'image de l'ensemble de la classe politique danoise,. Elle présente en 2018 un projet de réforme prévoyant de renvoyer les migrants « non occidentaux » dans des camps africains sous supervision des Nations unies. Elle mène ainsi lors des élections législatives danoises de 2019 une campagne alignée sur des positions de gauche sur l'économie et de droite sur l'immigration. Frederiksen déclare ainsi : « Pour moi, il devient de plus en plus clair que le prix de la mondialisation incontrôlée, de l'immigration massive et de la libre circulation des travailleurs est payé par les classes populaires ». Elle s'engage à poursuivre la politique de contrôle de l'immigration du gouvernement sortant de Lars Løkke Rasmussen soutenu par le Parti populaire danois. 
Cette évolution est payante puisqu'elle permet à Mette Frederiksen de disposer de la plus grande majorité parlementaire pour le centre gauche depuis un demi-siècle, via un accord de coalition. En particulier, cette politique a provoqué un effondrement des résultats du Parti populaire danois classé à l'extrême droite.
Première ministre, elle officialise un objectif « zéro demande d'asile ». En 2022, elle se déclare favorable à l'accueil de réfugiés ukrainiens à la suite de l'invasion russe.

### Intégration
Le Danemark possède une loi « anti-ghettos » qui limite à 50 % la part de personnes d'origine « non-occidentale » dans les logements sociaux d'un quartier donné. Cette loi est antérieure au gouvernement Frederiksen, mais celui-ci a décidé, début 2021, de la durcir en réduisant le seuil à 30 %. Fin 2021, elle se déclare favorable à une large extension de l'inventaire des délits pouvant, pour les binationaux, donner lieu à une déchéance de nationalité. En particulier, avec la nouvelle loi, les combattants de mouvements terroristes pourront être déchus de la nationalité par simple décision administrative, sans procès.

### Politique internationale
Dans le cadre des tensions avec les États-Unis, et en particulier avec le président Donald Trump qui revendique la possession du Groënland début 2025, Mette Frederiksen, d'abord ouverte au dialogue, affirme que la souveraineté danoise, l'indépendance ou le rattachement américain relève de la volonté des habitants du territoire.